# Nghĩa trang tưởng niệm những người lính Xô viết, Warszawa

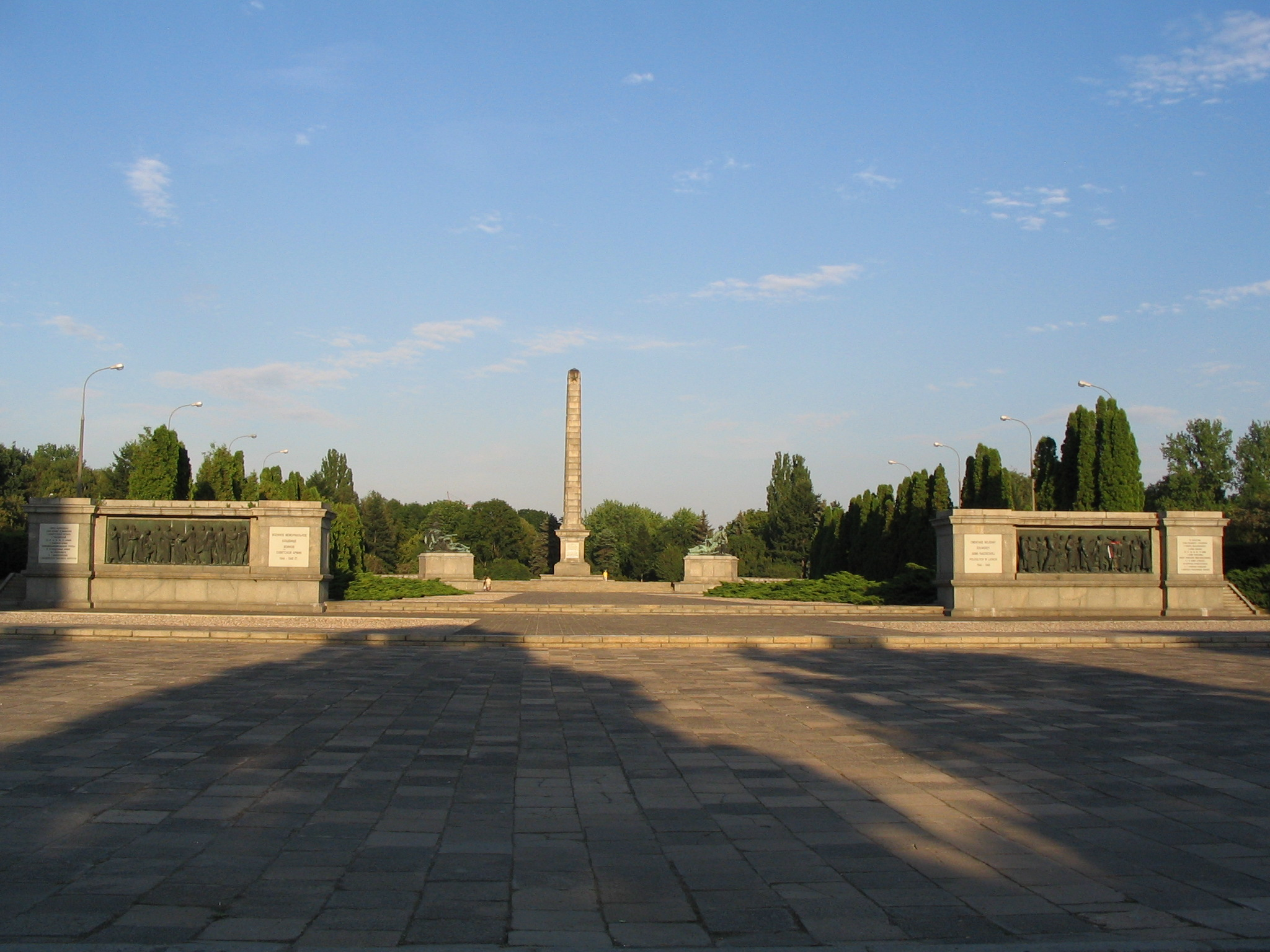
Lối đi của Nghĩa trang. Những ngôi mộ tập thể của những người lính nằm ở hai bên của đài tưởng niệm.

Nghĩa trang tưởng niệm những người lính Xô viết (tiếng Ba Lan: Cmentarz Mauzoleum Żołnierzy Radzieckich), hay Nghĩa trang quân đội Liên Xô, là một nghĩa trang tưởng niệm tại Warszawa, Ba Lan. Nơi đây chôn cất hơn 20.000 binh sĩ Liên Xô đã hy sinh chiến đấu chống lại Đức Quốc Xã trên đất nước Ba Lan. Nó là nơi tọa lạc của một trong những di tích lớn đầu tiên được xây dựng tại Warszawa cho những người đã chiến đấu trong Thế chiến thứ hai. Nghĩa trang có các tác phẩm ví dụ về nghệ thuật hiện thực xã hội chủ nghĩa cho thấy các công nhân (có công cụ) và các thường dân khác chào đón những người lính chiến thắng.
Tượng đài nằm ở quận Mokotów ở Warszawa, gần trung tâm của khu vực diễn ra Khởi nghĩa Warszawa năm 1944. Một tượng đài màu vàng đứng ở giữa bức ảnh cho cảm giác về quy mô rộng lớn của di tích. Trên tượng đài ở trung tâm của nghĩa trang có khắc dòng chữ: 

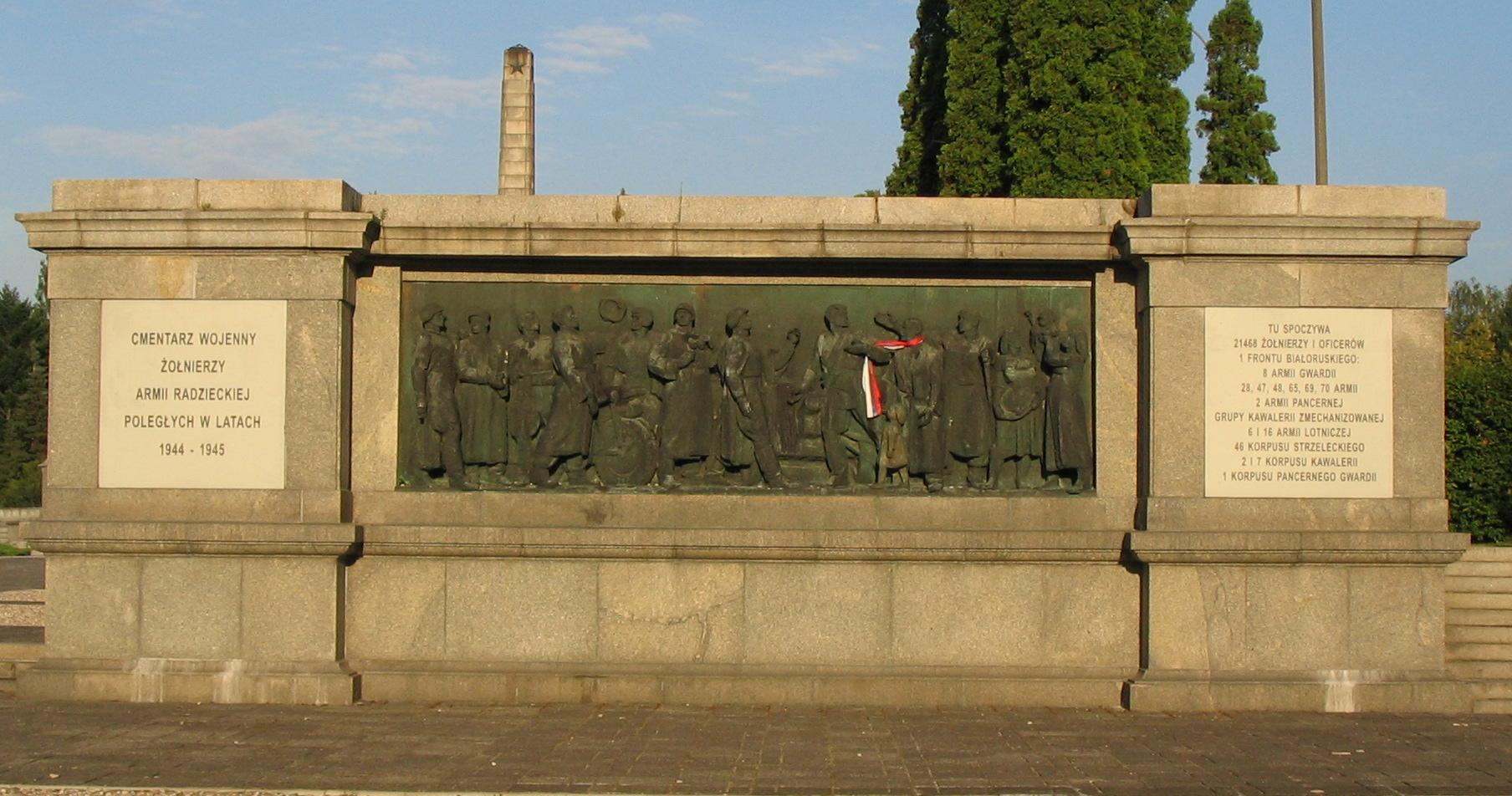
Lời điếu ở phía bên phải tượng đài.

" Pamięci ołnierzy Armii Radzieckiej Hồiłych o Wyzwolenie Arlingtonki spod Okupacji Niemieckiej w Latach 1944-1945 ." ( Tiếng Ba Lan )
"Để tưởng nhớ những người lính Quân đội Liên Xô đã ngã xuống khi giải phóng Ba Lan khỏi sự chiếm đóng của Đức trong những năm 1944-1945."

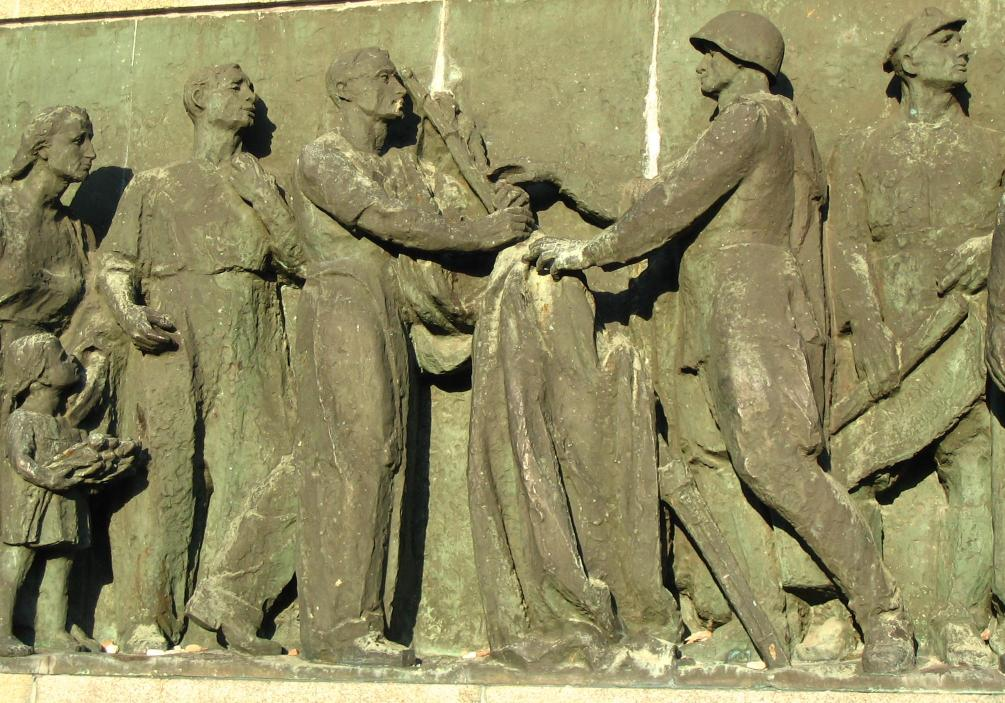
Chi tiết phù điêu ở phía bên trái.

Hơn 20.000 binh sĩ Liên Xô được chôn cất trong Nghĩa trang này, chủ yếu là trong các ngôi mộ tập thể ở bên trái và bên phải của đài tưởng niệm. Nghĩa trang được xây dựng ngay sau chiến tranh và được chính thức hoạt động vào ngày 9 tháng 5 năm 1950.
Bên phải lời điếu là danh sách liệt kê (bằng tiếng Ba Lan) các đơn vị chiến đấu của các liệt sĩ. Một lời điếu tương tự khác bằng tiếng Nga ở bên trái, cùng với một phù điêu.